# Shields (Michigan)
Shields ist ein gemeindefreies Gebiet und Census-designated place in der Thomas Township im Saginaw County im US-Bundesstaat Michigan. Laut Volkszählung im Jahr 2000 hatte die Ortschaft 6590 Einwohner.

## Geographie
Nach den Angaben des United States Census Bureaus hat der CDP eine Fläche von 17,1 km², wovon 16,9 km² auf Land und 0,2 km² (= 1,06 %) auf Gewässer entfallen.
Die geographischen Koordinaten von Shields lauten 43° 25′ N, 84° 3′ W. Der westliche Vorort von Saginaw liegt westlich des Chippewa Rivers an der Michigan State Route 46.

## Demographie
Zum Zeitpunkt des United States Census 2000 bewohnten Shields 6590 Personen. Die Bevölkerungsdichte betrug 389,1 Personen pro km². Es gab 2587 Wohneinheiten, durchschnittlich 152,7 pro km². Die Bevölkerung Shields bestand zu 96,74 % aus Weißen, 0,80 % Schwarzen oder African American, 0,27 % Native American, 0,52 % Asian, 0 % Pacific Islander, 0,74 % gaben an, anderen Rassen anzugehören und 0,93 % nannten zwei oder mehr Rassen. 3,32 % der Bevölkerung erklärten, Hispanos oder Latinos jeglicher Rasse zu sein.
Die Bewohner Shields’ verteilten sich auf 2508 Haushalte, von denen in 31,8 % Kinder unter 18 Jahren lebten. 63,4 % der Haushalte stellten Verheiratete, 8,5 % hatten einen weiblichen Haushaltsvorstand ohne Ehemann und 25,2 % bildeten keine Familien. 21,7 % der Haushalte bestanden aus Einzelpersonen und in 8,7 % aller Haushalte lebte jemand im Alter von 65 Jahren oder mehr alleine. Die durchschnittliche Haushaltsgröße betrug 2,56 und die durchschnittliche Familiengröße 2,98 Personen.
Die Bevölkerung verteilte sich auf 24,4 % Minderjährige, 7,6 % 18–24-Jährige, 25,3 % 25–44-Jährige, 28,5 % 45–64-Jährige und 14,2 % im Alter von 65 Jahren oder mehr. Das Durchschnittsalter betrug 41 Jahre. Auf jeweils 100 Frauen entfielen 90,3 Männer. Bei den über 18-Jährigen entfielen auf 100 Frauen 88,5 Männer.
Das mittlere Haushaltseinkommen in Shields betrug 49.859 US-Dollar und das mittlere Familieneinkommen erreichte die Höhe von 57.380 US-Dollar. Das Durchschnittseinkommen der Männer betrug 46.421 US-Dollar, gegenüber 26.413 US-Dollar bei den Frauen. Das Pro-Kopf-Einkommen belief sich auf 23.519 US-Dollar. 3,7 % der Bevölkerung und 1,0 % der Familien hatten ein Einkommen unterhalb der Armutsgrenze, davon waren 2,9 % der Minderjährigen und 6,4 % der Altersgruppe 65 Jahre und mehr betroffen.